# Euphorbia ampliphylla
Euphorbia ampliphylla ist eine Pflanzenart aus der Gattung Wolfsmilch (Euphorbia) in der Familie der Wolfsmilchgewächse (Euphorbiaceae).

## Beschreibung
Die sukkulente Euphorbia ampliphylla bildet Bäume bis 30 Meter Höhe aus. Die endständigen Triebe sind dreikantig, 5 bis 17 Zentimeter breit und mit 15 bis 40 Zentimeter langen Einschnürungen versehen. An den schwach flügelartigen Kanten stehen buchtige Zähne in einem Abstand von 1,5 bis 3 Zentimeter zueinander. Die gerundeten Dornschildchen erreichen bis 5 Millimeter im Durchmesser. Es werden starke Dornen bis 3 Millimeter Länge ausgebildet. Die verkehrt eiförmigen Blätter stehen an einem etwa 1 Zentimeter langen Stiel, werden 15 Zentimeter lang und 6 Zentimeter breit und sind an jüngeren Trieben langlebig.
Der Blütenstand wird von ein bis drei, in einer waagerechten Linie stehenden, einfachen Cymen gebildet, die an bis zu 4 Millimeter langen Stielen stehen. Die Cyathien erreichen etwa 7 Millimeter im Durchmesser. Die elliptischen Nektardrüsen berühren sich annähernd und sind gelb gefärbt. Der Fruchtknoten ist mit einer 5- bis 12-lappigen Blütenhülle versehen. Die kugelförmige Frucht steht an einem dicken, 3 Millimeter langen Stiel und wird bis 12 Millimeter lang und 16 Millimeter breit. Sie ist fleischig, rot gefärbt, wird mit zunehmender Reife härter und stumpf gelappt. Der fast runde und glatte Samen erreicht 4,5 Millimeter im Durchmesser.

## Verbreitung und Systematik
Euphorbia ampliphylla ist in Äthiopien, Uganda, Kenia, Tansania, im Norden von Malawi und im Nordosten von Sambia auf felsigen Hängen mit immergünem Bergwald in Höhenlagen von 1800 bis 2500 Metern verbreitet.
Euphorbia ampliphylla gehört zur Sektion Euphorbia der Untergattung Euphorbia. Die Erstbeschreibung der Art erfolgte 1897 durch Ferdinand Albin Pax. Synonyme sind Euphorbia obovalifolia (ohne Jahr, nom. illeg.), Euphorbia winkleri Pax (1901), Euphorbia menelikii Pax (1907) und Euphorbia sancta Pax (1907).